# Jacob van Meurs
Jacob van Meurs (Arnhem, omstreeks 1617/1620 - Amsterdam, begraven 29 december 1679) was een bekende Nederlandse uitgever, boekhandelaar, graveur van portretten en plaatsnijder in Amsterdam gedurende de zeventiende eeuw. Verreweg de meeste boeken die van Meurs publiceerde dateren van 1650 tot 1680. In het begin van zijn loopbaan publiceerde van Meurs enkele werken over de geschiedenis van Amsterdam en de Republiek. Later in zijn carrière behaalde van Meurs enkele belangrijke successen met de verkoop van boeken over achtereenvolgens China, Japan, Afrika en Amerika. Hiervoor werkte hij onder andere samen met tijdgenoten als Johan Nieuhof (1618-1672), Olfert Dapper (1636-1689) en Arnoldus Montanus (1625-1683).

## Werk
Van Meurs heeft in zijn actieve periode (1650-1680) naar schatting 75 boeken gepubliceerd, waaronder zeer succesvolle en besproken werken. Daardoor is er in de loop der jaren meer informatie vrij gekomen over de beroepsgerelateerde activiteiten van specifiek deze uitgever. In het begin van zijn carrière heeft Van Meurs voornamelijk werken gepubliceerd die betrekking hadden op de geschiedenis van Nederland en Amsterdam. Pas rond 1665 ging van Meurs zich bezighouden met de uitgave van geografische boeken, waarmee hij uiteindelijk succesvol is geworden. Van Meurs wordt voor de periode 1660-1680 zelfs gezien als de leidende drukker van werken over de niet-Europese wereld. Typerend aan deze grote, luxueuze edities waren de prachtige illustraties van onbekende volkeren en exotische plaatsen.

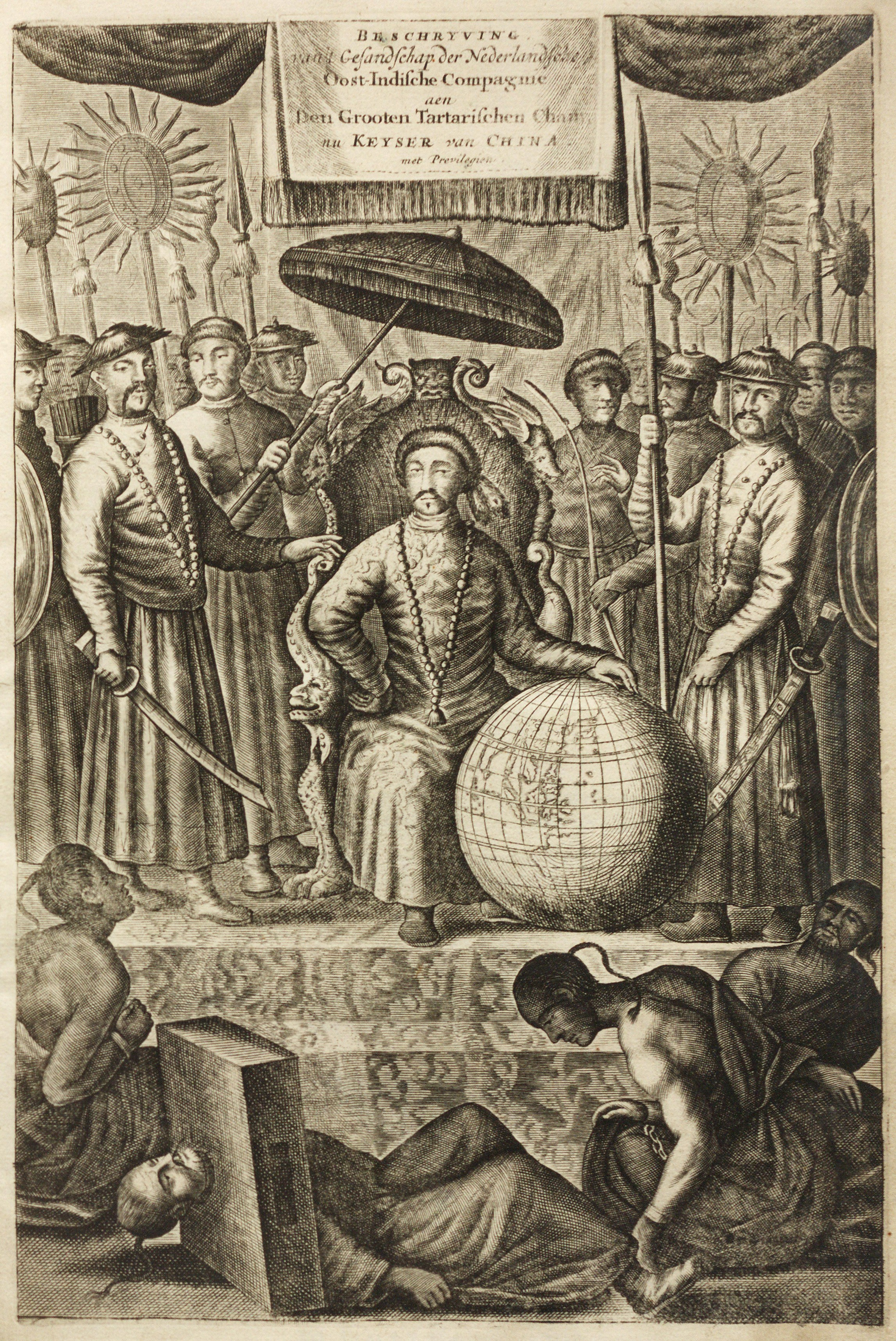
Frontispice van Het gezantschap der Neêrlandtsche Oost-Indische Compagnie (1665) van Johan Nieuhof, gepubliceerd door Jacob van Meurs.

In 1665 behaalde van Meurs onder dit genre een groot succes met de publicatie van Het gezantschap der Neêrlandtsche Oost-Indische Compagnie, een geografisch werk over China. Dit boek had betrekking op het eerste gezantschap van de VOC naar het keizerlijk hof in Beijing. De auteur van dit boek, de wereldreiziger Johan Nieuhof (1618-1672), was zelf bij deze missie betrokken geweest en verbleef ten tijde van de publicatie in de Republiek alweer geruime tijd in Azië. Het boek heeft destijds een grote impact gehad op de Europese beeldvorming van China.
Dit succes bevestigde dat er genoeg vraag was naar boeken waarin overzeese koloniën en andere verre oorden uitgebreid aan bod kwamen. Van Meurs speelde graag in op deze publieke behoefte en besloot zich verder toe te leggen op dit specifieke genre. In 1667 publiceerde hij wederom een werk over China, China monumentis, deze keer van de hand van de Jezuïet Athanasius Kircher (1602-1680). Exact één jaar later, in 1668, verscheen Naukeurige beschrijvinge der Afrikaensche eylanden, een werk van Olfert Dapper (1636-1689) over Afrika. Dit was de eerste poging om in een Europese taal alle beschikbare informatie over Afrika samen te voegen tot één geheel.

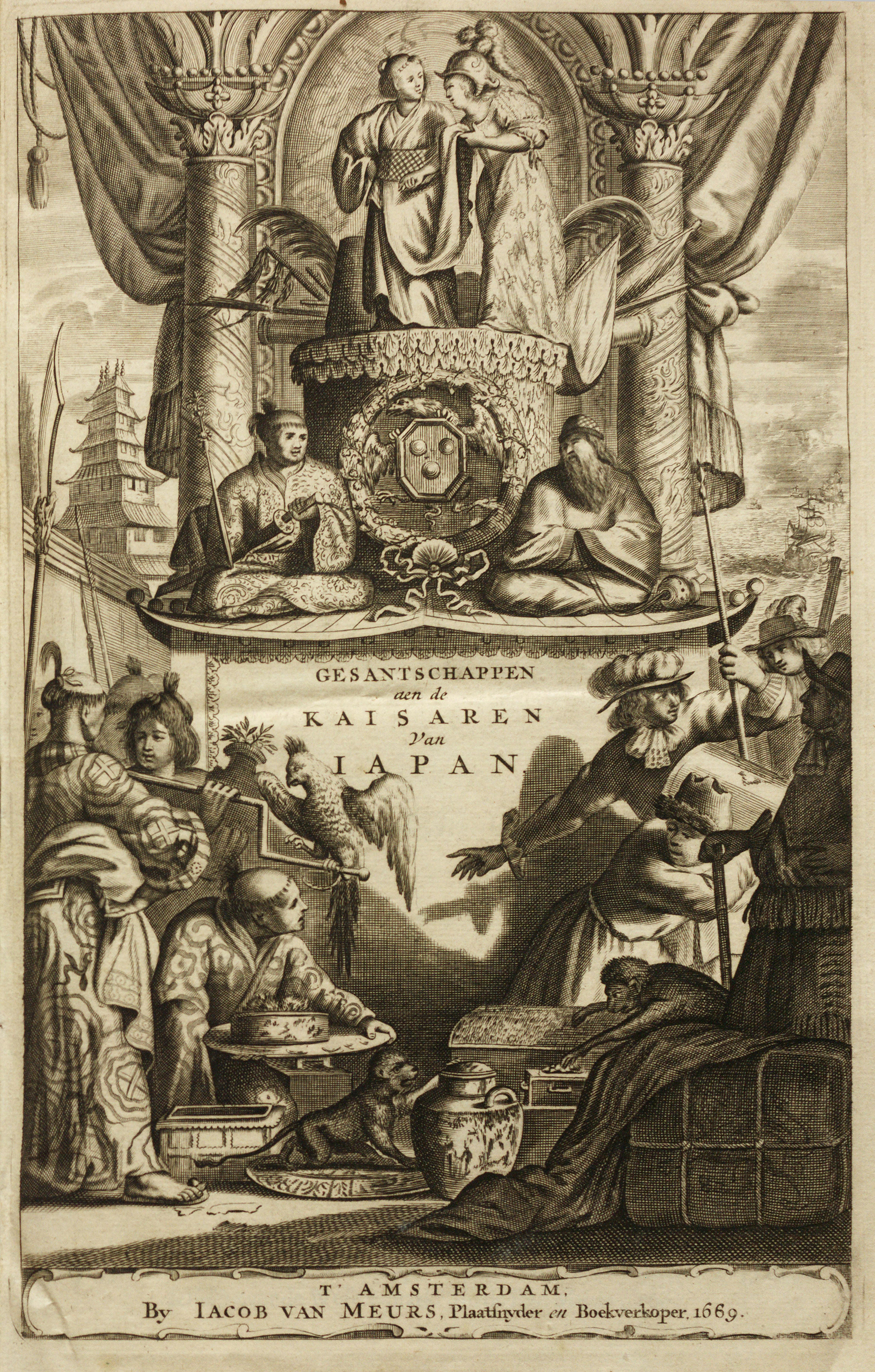
Frontispice van Gedenkwaerdige gesantschappen der Oost-Indische Maatschappy in ’t Vereenigde Nederland (1669) van Arnoldus Montanus, gepubliceerd door Jacob van Meurs.

In 1669 bracht Van Meurs in samenwerking met Arnoldus Montanus een boek uit over Japan: Gedenkwaerdige gesantschappen der Oost-Indische Maatschappy in ’t Vereenigde Nederland. Ondertussen werkte Olfert Dapper aan een tweede boek over China, Beschryving des keizerryks van Taising of Sina, dat in 1670 door Van Meurs werd uitgebracht.
Een boek over het continent Amerika ontbrak nog op dat moment, maar daar kwam officieel een einde aan met de publicatie van De Nieuwe en Onbekende Weereld (1671), een werk wederom van de hand van Arnoldus Montanus. Het jaar 1672 was vanwege het Rampjaar geen goed jaar voor de verkoop van luxueuze edities als deze. Van Meurs besloot echter door te gaan met dit geografische genre, ook al volgden de publicaties elkaar vanaf dat moment iets minder snel op. Zo verschenen er onder het auteurschap van Olfert Dapper nog drie publicaties over achtereenvolgens India (1672), Syrië en Palestina (1677) en Azië (1680).
Van Meurs is op of voor 29 december 1679 overleden. Vanaf dat moment nam de weduwe van Van Meurs de werkzaamheden binnen het bedrijf over.

## Uitgeversstrategieën

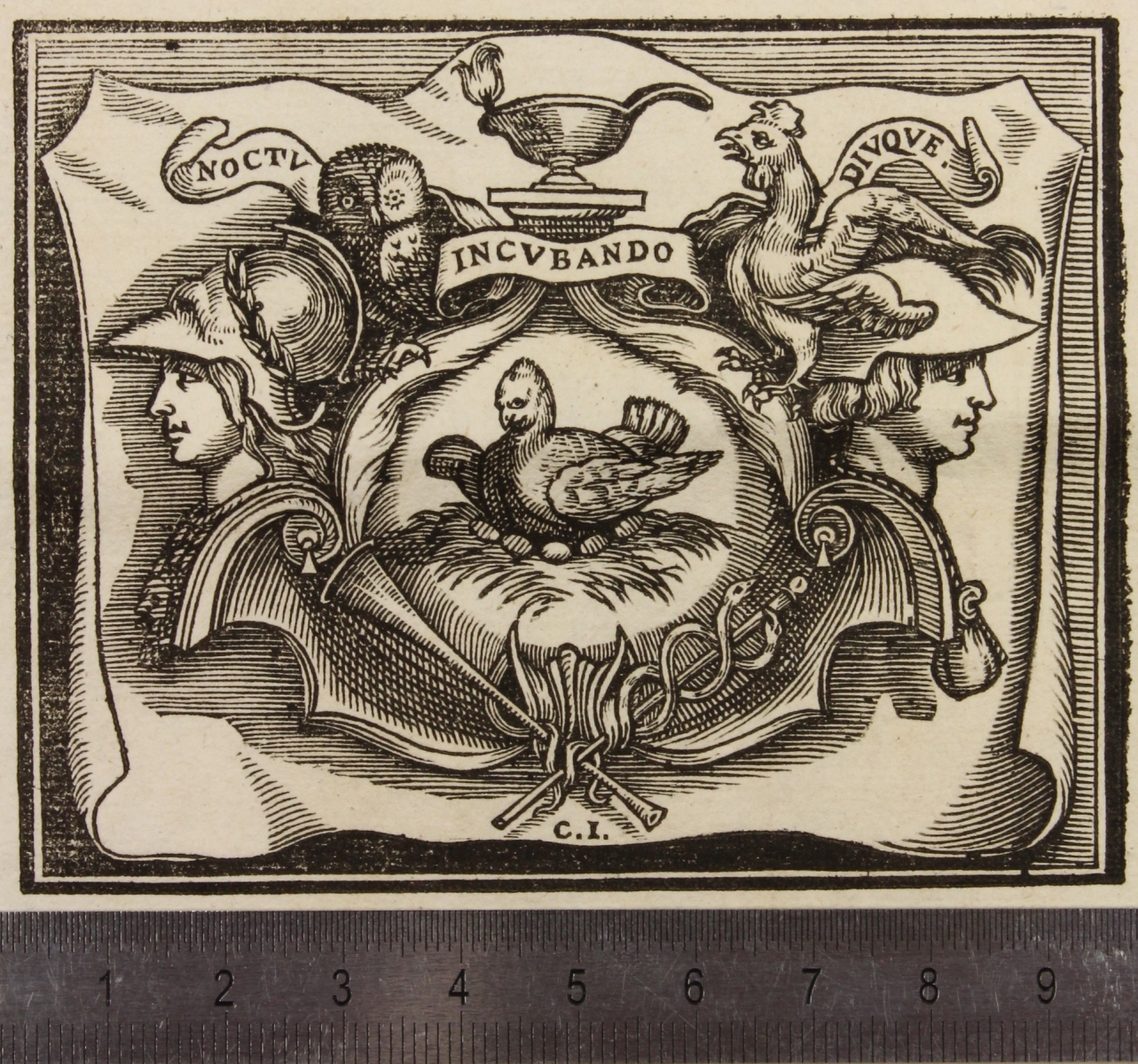
Drukkersmerk van Jacobus van Meurs, gebruikt in Benedictus Haeften, Venatio sacra, sive De arte qværendi devm libri XII. (1650) Universiteit Antwerpen - Bibliotheek Ruusbroecgenootschap RG 3023 A 1 (f. 3F8 recto).

Onderzoek naar enkele publicaties die zijn uitgegeven door Van Meurs hebben ertoe geleid dat er meer informatie is vrijgekomen over zijn status als zakenman. Het blijkt dat Van Meurs vooral gezien moet worden als een gedreven ondernemer die zijn bedrijf zo winstgevend mogelijk probeerde te maken. De wensen en verwachtingen van het lezerspubliek achtte van Meurs zeer belangrijk en daar werd dan ook de inhoud van de door hem uitgegeven boeken op afgestemd.

### Religie
Van Meurs maakte daarbij gebruik van bepaalde uitgeversstrategieën. Uit onderzoek van Guido van Meersbergen (2010), waarin de Amsterdamse en Antwerpse edities van Het Gezantschap (1665) zijn vergeleken, is bijvoorbeeld gebleken dat Van Meurs religieuze tegenstellingen in zijn boeken zoveel mogelijk probeerde te vermijden of af te zwakken. De Nederlandse Republiek stond bekend om de religieuze tolerantie die er heerste, maar de verschillen tussen diverse godsdienstige groeperingen waren voor een uitgever niet altijd makkelijk met elkaar te verenigen. Van Meurs besefte dat zijn boeken gelezen werden door zowel protestanten als katholieken en hield daar indien nodig rekening mee door de thematiek aan te passen.
Bovendien blijkt uit hetzelfde onderzoek dat Van Meurs Het Gezantschap (1665) een jaar later in Antwerpen (1666) heeft uitgebracht onder een andere (schuil)naam, namelijk die van Michiel Cnobbaert (ook gespeld als Michiel Cnobbert/Knobbaert). Michiel Cnobbaert is geen verzonnen persoonlijkheid, maar was destijds een bestaande uitgever in Antwerpen. Het vermoeden bestaat dat Van Meurs diens naam voor de Antwerpse editie (1666) van Het Gezantschap heeft gebruikt, omdat de naam 'Cnobbaert' of 'Cnobbert' (Van Meurs gebruikte deze laatste schrijfwijze) beter lag bij de hoofdzakelijk katholieke lezers in de omgeving waardoor van Meurs hoopte een grotere afzetmarkt te bereiken.

### Privileges
Het fenomeen copyright bestond in de zeventiende eeuw nog niet, maar het was wel mogelijk om privileges te verkrijgen waarmee een uitgever in een bepaald gebied bevoorrecht was om boeken te drukken. Van Meurs maakte hier ook gebruik van. De privileges zijn vaak terug te vinden in het begin van een boek, waarin de uitgever soms een woord van dank uitspreekt. Daarnaast werden boeken vaak opgedragen aan een belangrijke persoonlijkheid. Uitgevers hoopten hiermee de bescherming van autoriteiten te verdienen of privileges te verkrijgen, en bovendien gaf het de publicatie een hoger aanzien. Van Meurs droeg zijn boek De Nieuwe en Onbekende Weereld (1671) bijvoorbeeld op aan Prins Johan Maurits (zie illustraties).

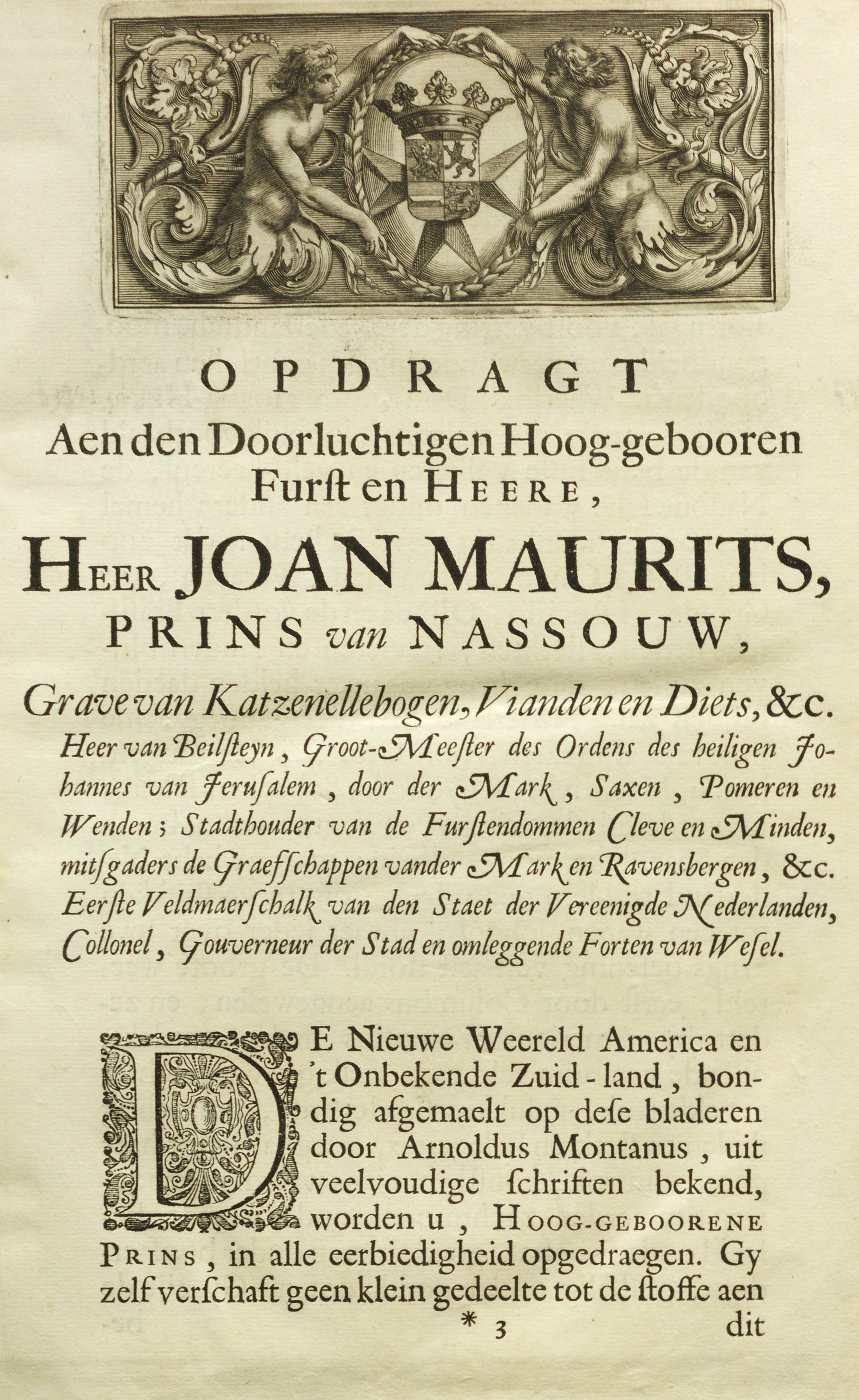
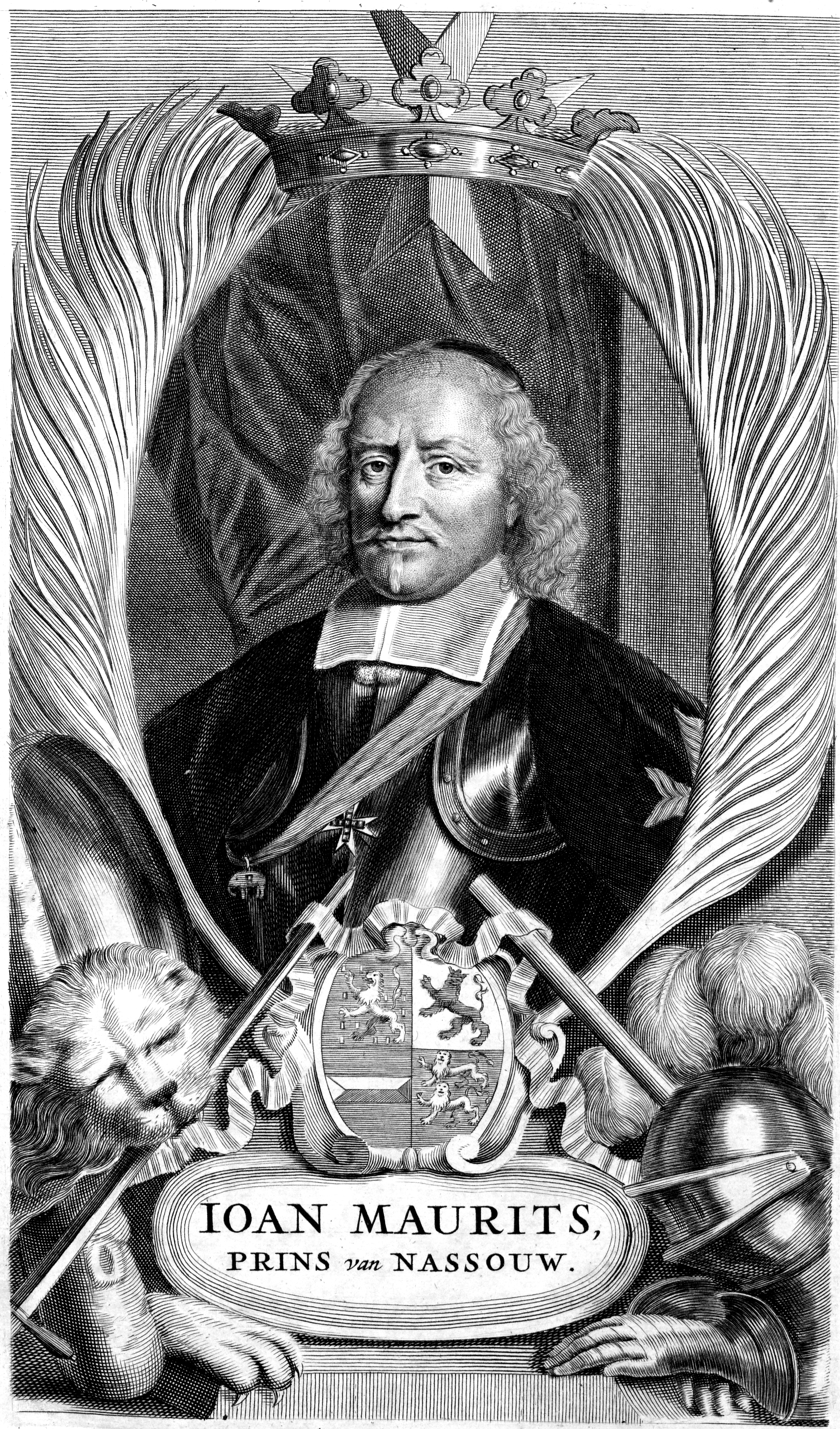